# Lensgalwesp
De lensgalwesp (Neuroterus quercusbaccarum) is een wespensoort uit de familie van de galwespen (Cynipidae). De wesp zelf is zeer klein en veel mensen hebben er nog nooit één gezien, de door de wesp geproduceerde gallen echter zijn wel  
massaal op de onderkant van de bladeren van de zomereik te zien, vooral in de herfst, vaak is de grond ermee bezaaid

## Synoniemen
- Cynips baccarumquercum Fourcroy, 1785
- Cynips pedunculiquercus Fourcroy, 1785
- Diplolepis lenticularis Olivier, 1791
- Cynips longipennis Fabricius, 1793
- Diplolepis gallaelenticulatae Anthoine, 1794
- Neuroterus malpighii Hartig, 1840
- Spathegaster interruptor Hartig, 1841
- Cynips interruptrix Hartig, 1841
- Cynips baccarum Blanchard, 1849
- Diplolepis pedunculi Duméril, 1860
- Neuroterus striatus Schenck, 1863
- Neuroterus attenuatus Schenck, 1863
- Spathegaster giraudi Tschek, 1869
- Neuroterus histrio Kieffer, 1901
- Neuroterus hispanicus Tavares, 1916
- Neuroterus intermedius Tavares, 1916

## Uiterlijk
Imagines
Volwassen lensgalwespen zijn zwart van kleur. Het voorlichaam is donkerder dan het achterlijf, dat aan de zijkanten is afgeplat. Ze hebben gele poten en transparante vleugels met verminderde adering. Net als veel eiken galwespen heeft de soort een agame en een seksuele generatie. De seksuele generatie bereikt een lengte van 2,5-2,9 mm, de vrouwtjes van de aseksuele generatie een lengte van 2,5-2,8 mm. De vrouwtjes van de aseksuele generatie worden gevonden van maart tot mei, de mannelijke en vrouwelijke wespen van de seksuele generatie van juni tot augustus.
Gallen
De gallen zien eruit als gelige platronde bolletjes, oudere gallen worden rood van kleur. Aan de bovenzijde van het blad zijn de aanhechtingspunten van deze gallen goed te herkennen aan kleine gele stippen. Er is een enkele larve in elke gal. De in het voorjaar gevonden ronde bolvormige gallen hebben een diameter van 5 tot 7 mm. Ze zijn aanvankelijk groen van kleur, maar kunnen later roodbruin worden.

## Levenswijze
De platronde bolletjes bevatten alleen larven van de vrouwelijke lensgalwespen, die in de bolletjes overwinteren. De gallen laten eerder los van het blad dan dat het blad van de boom valt, gallen die aan 
het blad blijven zitten komen niet uit en verdrogen. De larven ontwikkelen zich verder in de op de grond gevallen gallen.
In mei komen, van deze inmiddels uitgekomen wespen, zogenaamde besgalletjes voor. Zowel op de jonge bladeren als op de bloemsteeltjes van de zomereik. In deze galletjes kunnen zowel vrouwelijke als mannelijke galwespjes zitten. 

## Voorkomen
De lensgalwesp is wijdverbreid in grote delen van Europa. Het is alleen afwezig in de noordelijke en centrale gebieden van Scandinavië, in het noordelijke deel van Europees Rusland en in Zuid-Italië. In de andere gebieden komt hij niet overal voor, maar net als de eiken is hij in de meeste gebieden vertegenwoordigd. Buiten Europa leeft de soort in Turkije, Cyprus en in Aziatische regio's van de Kaukasus, evenals in Noord-Amerika. Hier leeft de soort in de oostelijke grensgebieden tussen de Verenigde Staten en Canada. Er zijn ook waarnemingen bekend uit Noord-Afrika.
Omdat de soort gebonden is aan het voorkomen van eiken, leeft hij in gebieden met grotere aantallen eiken, geeft hij de voorkeur aan eikenbossen en gemengde eikenbossen, maar ook aan tuinen, parken en andere habitats.

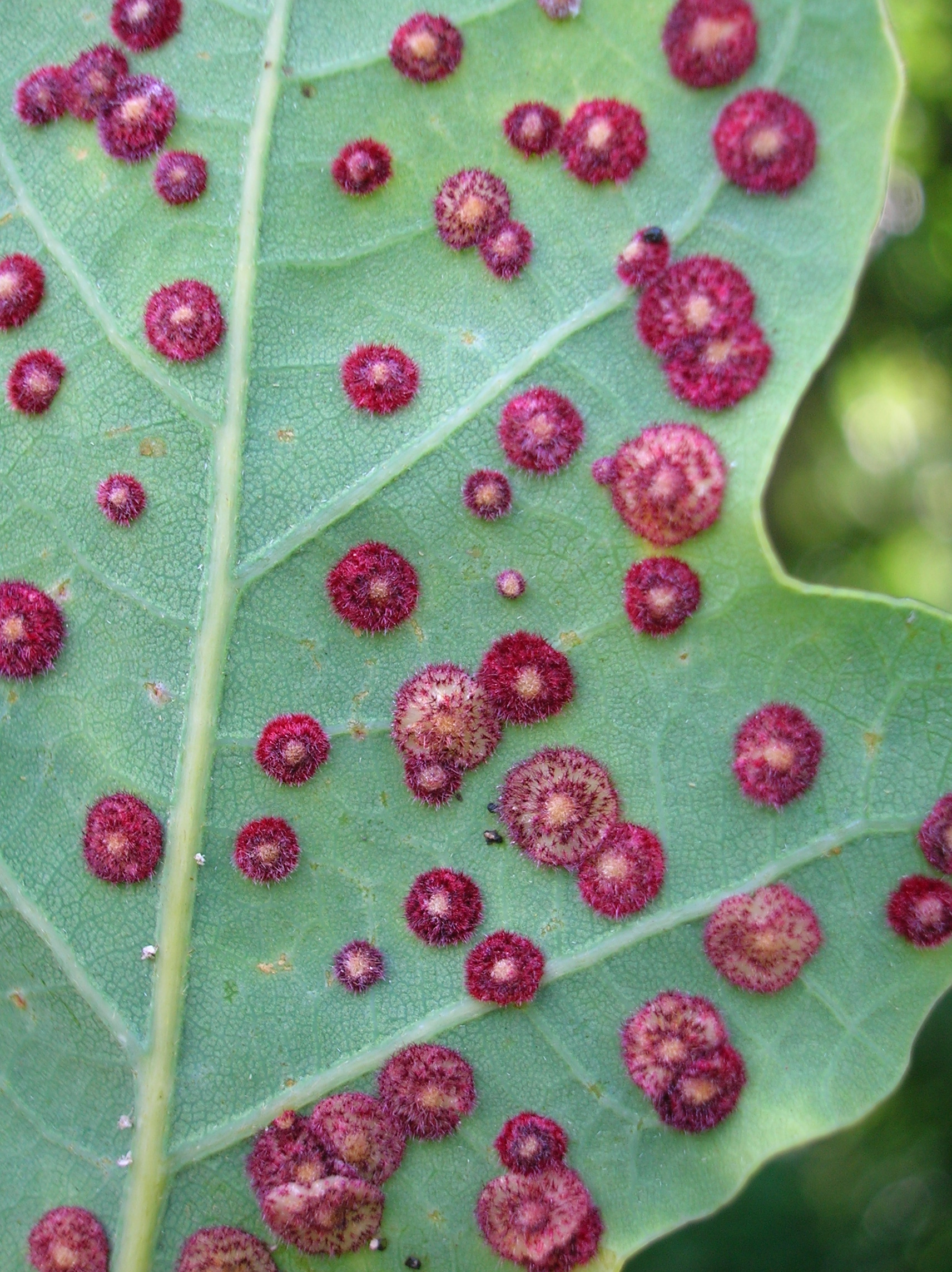
Oudere gallen van de agame generatie kleuren rood.
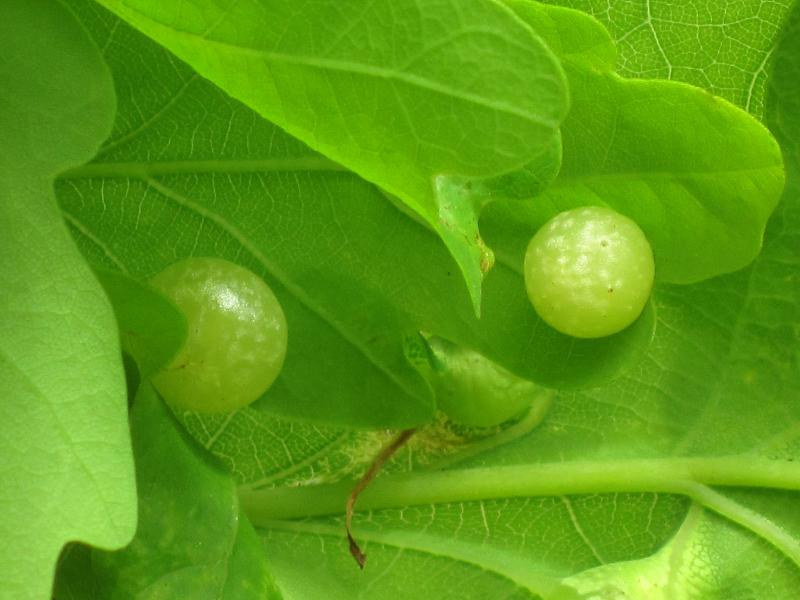
Besgallen van de seksuele generatie op eikenblad
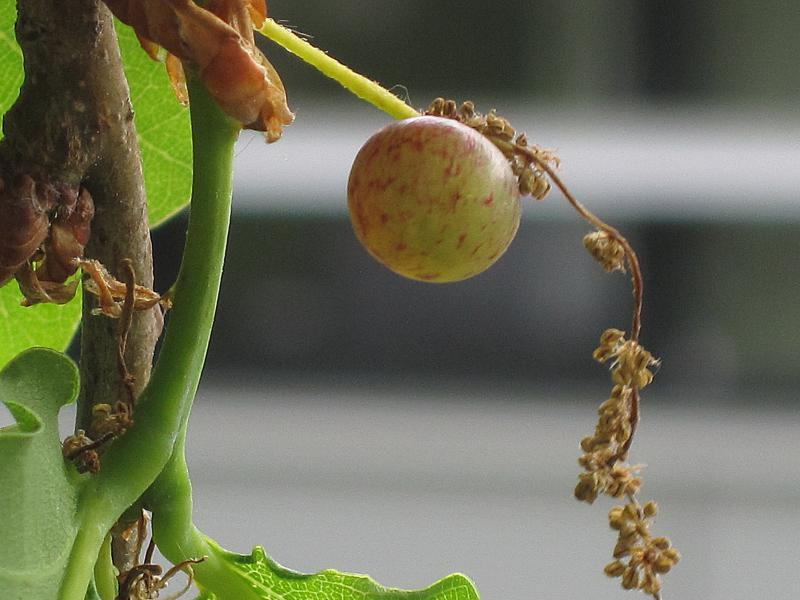
Besgallen van de seksuele generatie op mannelijke bloeiwijze van eik
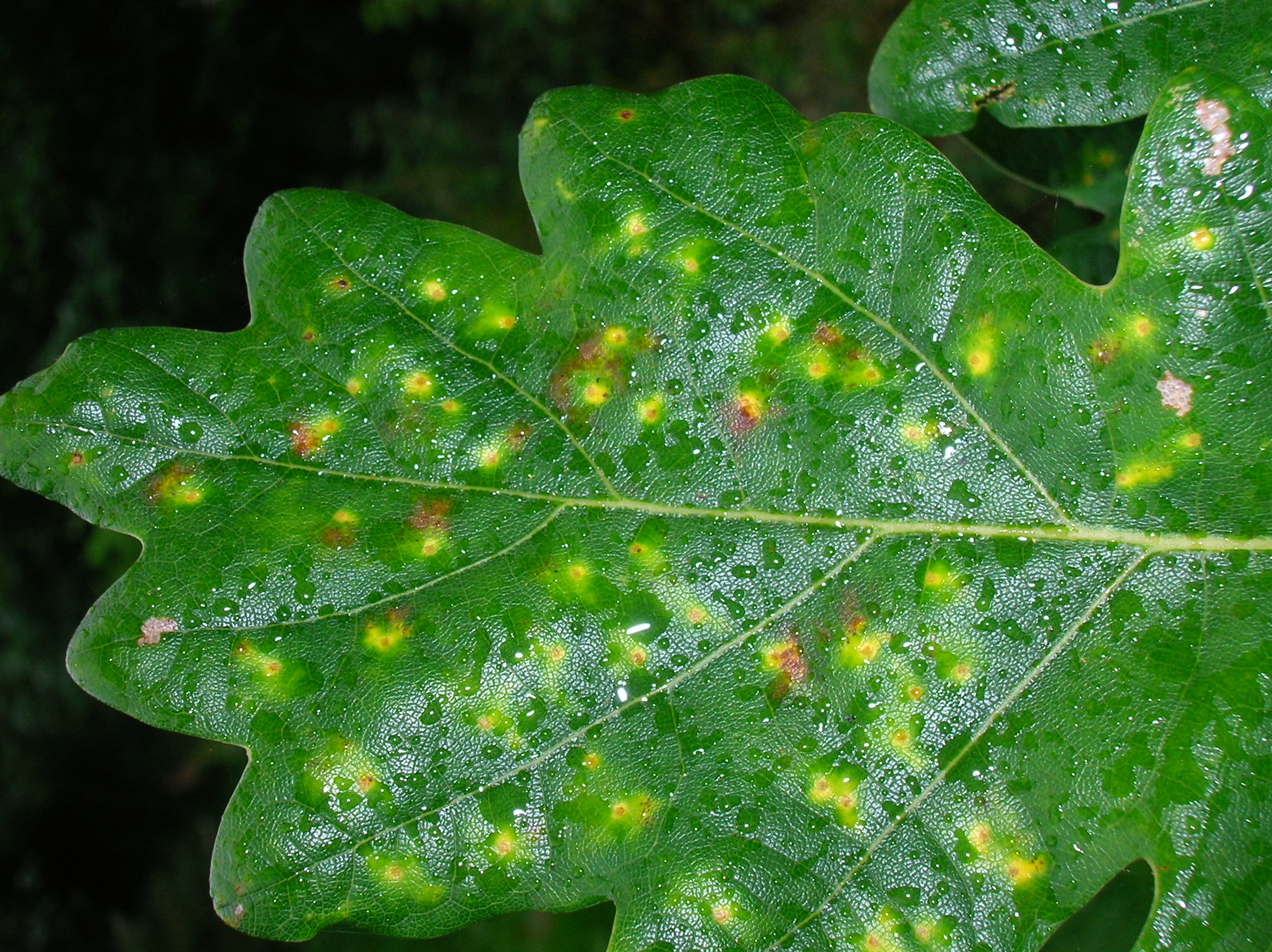
Eikenblad van de bovenkant waar lensgallen onder zitten
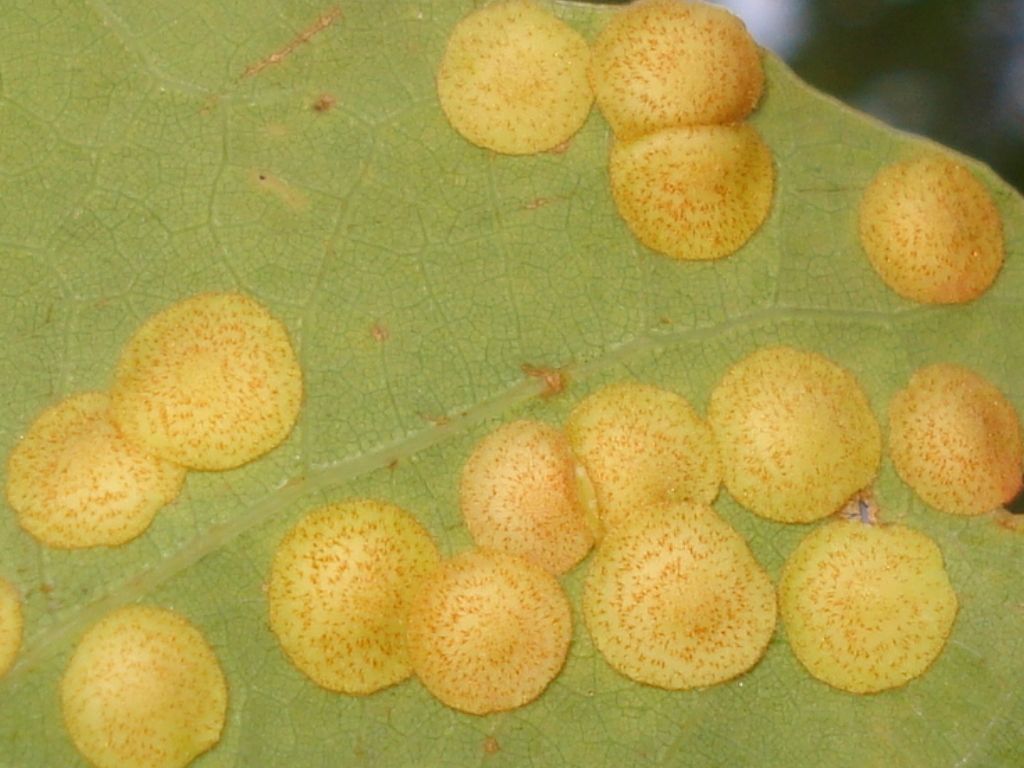
De volgroeide lensgallen aan de onderkant